# Franz Steinle

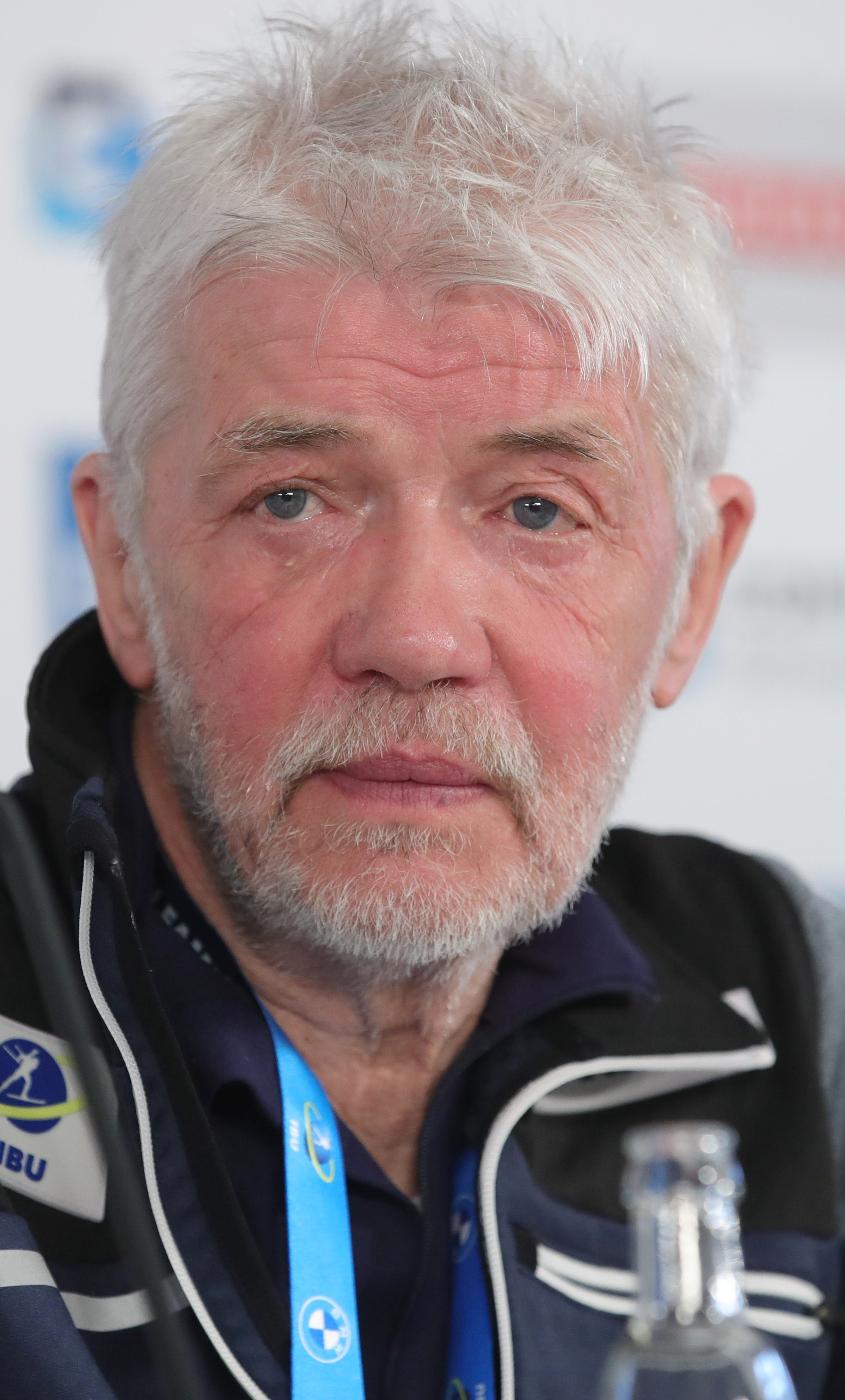
Steinle in der Funktion als DSV-Präsident bei den Biathlon-Weltmeisterschaften 2023 in Oberhof

Franz Steinle (* 20. Dezember 1949 in Wiesensteig) ist ein deutscher Jurist und Sportfunktionär. Von 2013 bis 2024 amtierte er als Präsident des Deutschen Ski-Verbandes. Von 2013 bis 2017 war er Präsident des Oberlandesgerichtes Stuttgart.

## Leben
Steinle wuchs in Wiesensteig und Geislingen an der Steige auf und absolvierte die einjährige Oberstufe der Höheren Handelsschule in Göppingen, nachdem er vorher die Mittlere Reife bestanden hatte. Im Dezember 1970 schloss er erfolgreich eine Ausbildung im gehobenen Dienst der Finanzverwaltung von Baden-Württemberg zum Diplom-Finanzwirt (FH) ab, in der er anschließend bei einigen Finanzämtern tätig war. Ab dem 1. Oktober 1971 folgten div. Schulungen zum Problemprogrammierer bei der Oberfinanzdirektion Stuttgart. 1973 begann er an der Universität Tübingen das Studium der Rechtswissenschaften, welches er 1977 mit dem Ersten Staatsexamen abschloss. Es folgte das Rechtsreferendariat beim Landgericht Ulm/D. mit dem erfolgreichen Abschluss des 2. juristischen Staatsexamens im Dezember 1979. Es folgte zunächst die Tätigkeit an einem zivilrechtlichen Lehrstuhl der Universität Tübingen als wissenschaftlicher Assistent bis September 1981. In dieser Zeit fertigte Steinle auch seine Dissertation Schadensersatz und Ertragssteuerrecht, mit der er Ende 1981 zum Dr. jur. promoviert wurde. Er trat mit Wirkung vom 1. Oktober 1981 in den höheren Justizdienst des Landes Baden-Württemberg ein. Seine erste Station als Assessor war das Landgericht Ulm, es folgten Verwendungen am Amtsgericht Geislingen, der Staatsanwaltschaft Stuttgart und erneut dem Landgericht Ulm. Zum 1. September 1990 wechselte Steinle als Präsidialrichter an das Oberlandesgericht Stuttgart, bei dem er mit Wirkung vom 1. Oktober 1991 zum Richter am Oberlandesgericht ernannt wurde. 1997 wechselte er an das Amtsgericht Stuttgart-Bad Cannstatt, zu dessen Direktor er mit Wirkung vom 24. Oktober ernannt wurde. Es folgte 2001 der Wechsel an die Spitze des Landgerichtes Ravensburg, welches er ab dem 14. Dezember des Jahres führte. Mit Wirkung vom 26. September 2007 übernahm Steinle die Leitung des Landgerichtes Stuttgart, des größten Gerichtes im Land Baden-Württemberg. Mit Jahresbeginn 2013 übernahm der damals schon 63-Jährige die Leitung des Oberlandesgerichtes Stuttgart in Nachfolge von Eberhard Stilz, der auf eigenen Wunsch in den vorzeitigen Ruhestand getreten war. Bedingt durch sein Alter wurde Steinle zunächst nur als Übergangslösung gesehen. Letztlich wurde er aber erst am 5. Oktober 2017 von seiner Nachfolgerin Cornelia Horz abgelöst, die ihm auch schon in anderen Präsidentenämtern in Ravensburg und Stuttgart nachgefolgt war.

## Ehrenamt
Steinle war lange im Deutschen Skiverband tätig, seit 2005 als dessen Vizepräsident. Im Dezember 2013 übernahm er in Nachfolge von Alfons Hörmann als erster Nichtbayer die Position des Präsidenten des Deutschen Skiverbandes. Nach drei Amtszeiten löste ihn im Oktober 2024 Jörg Flechtner ab.
Zusätzlich wurde er 2018 in den Vorstand der Internationalen Biathlon-Union (IBU) und 2021 in den Vorstand des Internationalen Skiverbands (FIS) gewählt.